# Escadrille SPA 167
L’escadrille SPA 167, dite « Cigogne de Romanet », est une unité de l'Armée de l'air française qui a été créée officiellement le 1er octobre 1918 et qui est encore active de nos jours, au sein de l'escadron de chasse 2/4 « La Fayette » stationné depuis le 29 août 2018 sur la base aérienne 113 « Commandant Antoine de Saint-Exupéry » de Saint-Dizier (aux côtés de trois autres escadrilles : l'escadrille N 124 « Tête de Sioux », l'escadrille SPA 81 « Lévrier » et l'escadrille SPA 96 « Gaulois »).

## Dans l'Armée de l'air

### Stationnement

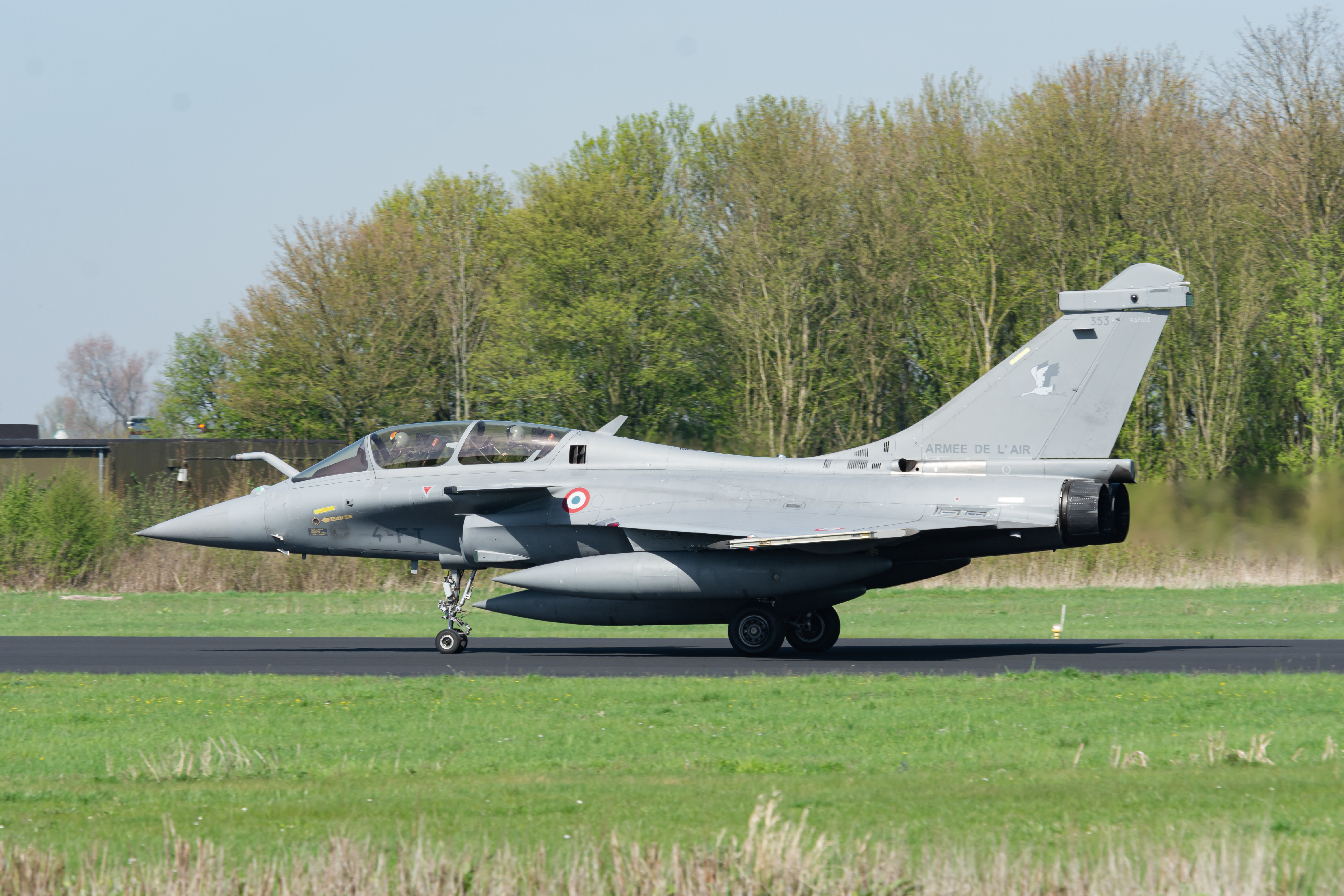
Chasseur Dassault Rafale à la dérive frappée de l'insigne de l'escadrille SPA 167.

Le 28 août 2017, la SPA 167 a rejoint l'escadron de transition 5/4 aux côtés de la SPA 81 sur la base aérienne 113 de Saint-Dizier, dans le but d'effectuer la transformation du 2/4 « La Fayette » sur avion de chasse Dassault Rafale.
Deux autres escadrilles rejoindront la SPA 167 un an plus tard, à savoir les escadrilles N 124 et SPA 96, afin de reformer l'escadron de chasse 2/4 « La Fayette », héritier des traditions de l’escadrille franco-américaine centenaire « La Fayette ».

### Matériel et mission
L'unité est chargée d'assurer la permanence de la dissuasion nucléaire aéroportée grâce au couple constitué par le chasseur Rafale et le missile ASMP-A.

## Historique

### Création

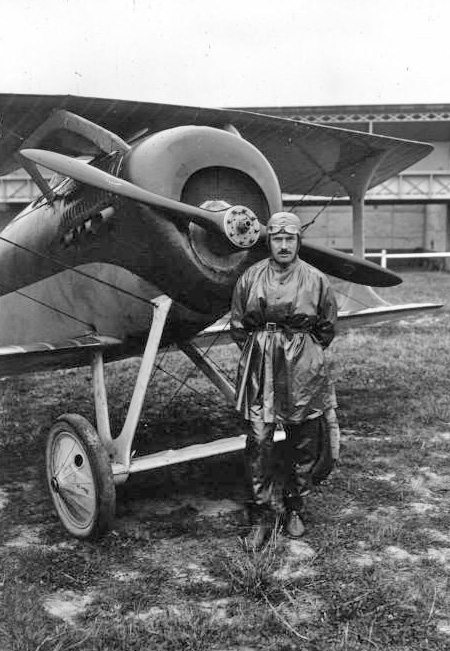
Bernard Barny de Romanet, créateur de la SPA 167, en 1920.

Estimé par sa hiérarchie, le lieutenant Bernard Barny de Romanet, as de guerre, se voit confier en août 1918 le commandement
d’une unité devant être mise sur pied pour constituer la cinquième escadrille du prestigieux groupe de chasse n° 12 dit « des
Cigognes » rassemblant l’élite de la chasse française (groupe combattant au sein de la IVe armée).
Ce sera la SPA 167, qu’il créera de toutes pièces à La Noblette (Marne) et qui sera équipée de chasseurs Spad S.XIII ; l’insigne de cette unité – qui remportera d’ici à l’Armistice dix-sept victoires homologuées sans la moindre perte – sera une cigogne aux ailes relevées.

### 1918-1919
Après La Noblette (Marne), lieu de sa création, l'escadrille se déploiera, successivement, sur les terrains d'opérations suivants : Hauviné (1er novembre), Revigny-sur-Ornain, Colombey-les-Belles, Laneuveville-devant-Bayon, Gondrexange, Haguenau et finalement, Lachen-Speyerdorf puis Neustadt an der Haardt dans le Palatinat.
Appartient notamment à l'escadrille, au moment de l'Armistice, le sous-lieutenant pilote Joseph-Henri Guiguet.
L'escadrille est dissoute par la haut-commandement le 8 avril 1919.

### Entre-deux-guerres
En 1931, les traditions de la SPA 167 sont reprises au sein du 3e groupe du 3e régiment d'aviation de chasse aux côtés de la N 124 « Tête de Sioux ». Depuis ce jour, ces deux escadrilles n'ont pas cessé de servir ensemble.
À la suite de la décision de créer des escadres, la 5e escadre d’aviation légère de défense est créée, et la SPA 167 se trouve affectée en tant que 4e escadrille du groupe de chasse II/5 le 5 décembre 1932.
C'est à cette période que les membres de l'escadrille N 124 surnommèrent la SPA 167 : « Les Canards », dénomination encore utilisée de nos jours et bien ancrée dans les traditions de l'escadrille.
Durant cette période, l'escadrille sera équipée des avions suivant : Loire Gourdou  Leseurre 32 (depuis 1927), Nieuport-Delage NiD 62 (1932), Nieuport-Delage NiD 622 (1933), Dewoitine D 500 (Mai 1936) puis D 501 (Juin 1937) Curtis H-75 Hawk (Mars 1938).
L’escadrille est déployée sur la base aérienne 112 de Reims en mai 1937 puis sur Toul en août 1939.

### Seconde Guerre mondiale[3],[4]
Devant la menace grandissante d'un conflit, l’escadrille se voit attribuer un nouvel appareil : le chasseur Curtis H-75 Hawk dès mars 1938, pour une première mise en alerte le 22 août de la même année.
L'escadrille sera très active dans le ciel français, se battant souvent en infériorité numérique, comme lors de l'affrontement du 6 novembre 1939 mené par le lieutenant Pierre Houzé.

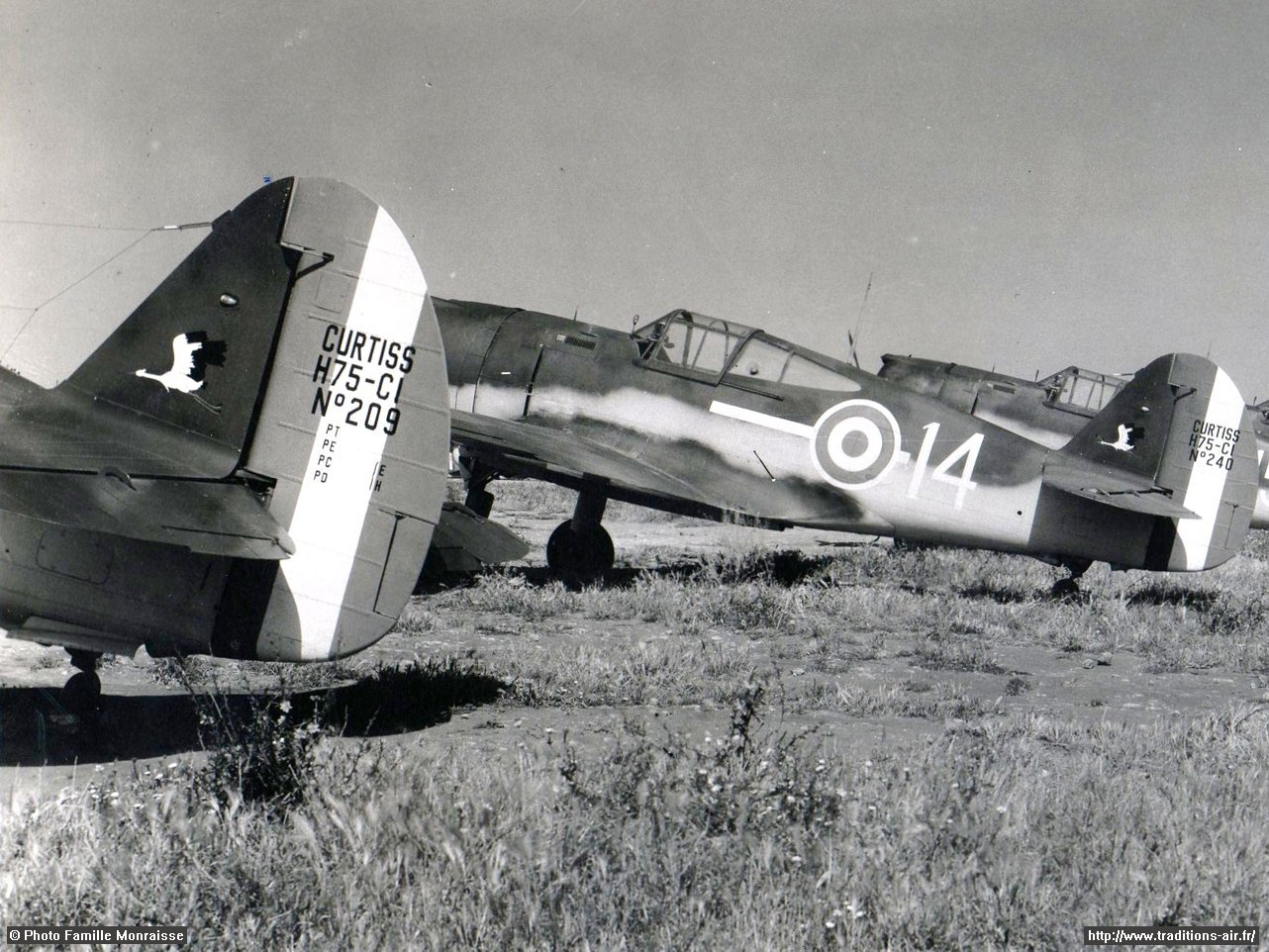
Chasseurs Curtiss H 75 C1 de la SPA 167 sur la base de Casablanca (Maroc) en 1941. La cocarde tricolore est traversée par la bande blanche de l'Armée de l'air de Vichy.

Grâce aux compétences des pilotes et à la disponibilité des avions assurée par les mécaniciens, la SPA 167 totalisera 30 victoires homologuées ainsi que 15 avions gravement endommagés en plus de 500 missions de guerre pour défendre le ciel français lors de la campagne de France.
Devant l'avancée de l'armée allemande, les Cigognes de la SPA 167 migrent à Oran-La Sénia 5algérie) où elles apprendront l'armistice signé entre la France, l'Allemagne et l'Italie. C'est là-bas que l'escadrille, intégrée à l'Armée de l'air de Vichy, se verra dans l'obligation d'engager le combat contre les avions de la Royal Air Force pour protéger les marins français basés à Mers-El-Kébir.
Jusqu'en avril 1942, l'escadrille déménagera plusieurs fois en Afrique, ne faisant que des missions d'entraînement.
De nouveau à Oran-La Sénia, le 18 avril 1942, un ordre est donné : seuls les avions portant les cocardes françaises ont l'autorisation de survoler l'espace aérien de l'Afrique du Nord. Les Britanniques attaqueront le 8 novembre, et ce jour-là l'escadrille enregistrera plus de perte que lors de la campagne de France.
L’escadrille SPA 167 se verra attribué des Curtis P-40 sur la base de Casablanca avant de déménager plusieurs fois face à l'avancée de l'Afrika Korps en 1943.
En 1944, la perception de P-47 Thunderbolt et le déménagement en Corse ouvre la possibilité à des missions plus diverses sur les territoires italien et français, assurant notamment la protection lors du débarquement en Provence.
L’escadrille SPA 167 remontera successivement sur les bases d'Ambérieu-en-Bugey et de Luxeuil-les-Bains, suivant l'avancée des forces au sol, toujours au sein du groupe de chasse II/5. C'est de ces deux bases que sont lancées les missions sur l'Allemagne du printemps 1945 jusqu'à la fin de la guerre.

### 1947-1948: Guerre d'Indochine
L’escadrille stationnée à Coblence à la fin de la guerre en tant que troupe d’occupation, s’embarque pour L’ Indochine stationnant à HANOÎ et Dong HoÏ sur Spitfire MK IX en août 1947 et  retourne sur la base de FRIEDRICHSHAFEN  sur P-47D fin 1948.

### 1949-1957: transformation sur avion à réaction
Le premier avion à réaction sera livré à l’Escadrille, effectuant alors leur transformation sur De Havilland 100 Vampire MK V à compter du 1er novembre 1949 La SPA 167 rejoindra la base de BREMGARTEN où elle percevra des Dassault Ouragan en 1953, qui  lui  permettront d'être choisie pour porter les couleurs de la Patrouille de France.         

### 1957-1966
En 1957, les Ouragans sont remplacés par des  F-84F Thunderstreak, transformant la mission de l'escadrille, qui passe de la chasse à l'attaque au sol.
Pendant la guerre d'Algérie, des personnels de la SPA 167 seront détachés pour voler sur T-6G puis sur T-28 Fennec.
Au retour à Luxeuil-les-Bains en 1961, la mission de défense aérienne se rajoute au domaine de compétence des pilotes de l’escadrille.

### 1966-1988: l'ère du Mirage III E
Le chasseur Republic F-84 F cède sa place en 1966 à un avion de construction française : le Mirage III E sorti des chaînes de production de Dassault Aviation, appareil grâce auquel la défense aérienne redevient la mission principale de l'escadrille.
Cette situation perdurera jusqu'en 1972, année au cours de laquelle l'escadron de chasse 2/4 « La Fayette » est équipé de l'arme atomique tactique modèle AN-52, assurant donc une partie de la dissuasion nucléaire française, faisant complètement évoluer les missions d'entraînement des pilotes affectés au sein de l'escadrille.

### 1988-2017: changement de mission
Après vingt-deux années de bons et loyaux services, le Mirage III E laisse la place au Mirage 2000 N, appareil équipé de l'air-sol moyenne portée pour une mise en place opérationnelle à l'été 1989.
La SPA 167, toujours au sein de l'escadron 2/4, participe toujours aux missions conventionnelles, notamment lors de missions de surveillance et d'attaque dans le ciel de la Bosnie-Herzégovine. Elle se délocalisera sur la base aérienne d’Istres en 2011.

## Insigne et traditions
L'insigne de cette escadrille se blasonne ainsi : « Cigogne passant au naturel, le vol haut, becquée et membrée de gueule ». La cigogne représente l'Alsace, région pour laquelle luttaient les pilotes du GC 12 lors de la Première Guerre mondiale. Il a été homologué par l'Armée de l'air sous le n° A-1106.
Aujourd'hui encore et depuis plus d’un siècle, les traditions de cette prestigieuse escadrille centenaire sont maintenues et perpétuées par les personnels qui la composent.